# Love in a Mist
Love in a Mist è un cortometraggio muto del 1916 diretto da Cecil M. Hepworth.

## Trama
Ricca ed annoiata, una ragazza perde il suo patrimonio e viene lasciata dal fidanzato. Si sposerà con un rude boscaiolo.

## Produzione
Il film fu prodotto dalla Hepworth.

## Distribuzione
Distribuito dalla Hepworth, il film - un cortometraggio di 381 metri - uscì nelle sale cinematografiche britanniche nel febbraio 1916.
Si conoscono pochi dati del film che si pensa sia stato distrutto insieme a gran parte dei film della compagnia nel 1924 dallo stesso produttore, Cecil M. Hepworth. Fallito, in gravissime difficoltà finanziarie, Hepworth pensava in questo modo di poter almeno recuperare il nitrato d'argento della pellicola.